# Suikerrock
Le Suikerrock est un festival de rock, organisé dans la ville de Tirlemont, dans le Brabant flamand, en Belgique. Chaque année, le festival invite de nombreux groupes et artistes nationaux et internationaux à se produire.

## Histoire
Le festival Suikerrock est créé en 1986. Le nom est composé de Suiker (« sucre » en néerlandais) et Rock (le genre musical homonyme), et est en fait une référence à la raffinerie de sucre de Tirlemont, bien connue en Belgique, mais également en France et aux Pays-Bas. Avec chaque année 4 scènes, 50 concerts et 100 000 visiteurs[réf. nécessaire], le Suikerrock fait partie des grands festivals de l'été du pays aux côtés des festivals de Dour et Werchter. Il est également souvent retransmis en partie ou en intégralité sur des chaines de télévisions belges aussi bien du côté néerlandophone que francophone.
Le festival est affilié à l'ETEP (European Talent Exchange Program), une organisation qui a pour but de stimuler la circulation du répertoire européen sur les festivals, à la radio et dans les médias européens[réf. nécessaire].
En 2010, le festival a lieu du 29 juillet au 1er août avec une journée de kick-off le 20 juillet.
En 2020, le festival est annulé en raison de la pandémie de Covid-19 qui frappe le pays et le monde, reportant ainsi sa prochaine édition à l'année suivante. La mentalité de l'année 2021 marquée par le Covid-19 fait surgir un Covid Safe Ticket qui est la seule possibilité d’accès au festival. En 2022, après 33 éditions organisées dans le centre-ville de Tirlemont, le festival s'installe sur la Bietenplein, aux abords de la sucrerie limbourgeoise.

## Programmations

### 1987–1989
- Samedi 1er août 1987 : Kazoing, After Shave, Soul Sisters, Modern Vision, Fatal Flowers, De Kreuners.
- Samedi 30 juillet 1988 : MG'S, Mad Rudy and the No Names, The Pop-Gun, Family Duck, Won-Ton-Ton, Bart Peeters and de Radio's, Raymond van het Groenewoud.
- Dimanche 31 juillet 1988 : Koperensemble, Fanfare Oplinter, Give Buzze Band, The Samantha Brothers, Skyblasters, The Dixie Dicks.
- Samedi 29 juillet 1989 : Positive Touch, Mam, Scabs, Dirk Blanchart and The Groovy Quartet, Soulsister, Dr Feelgood.
- Dimanche 30 juillet 1989 : From Us to You, Panache Culture, Give Buzze Band, Guido Belcanto, The Pebbles, Hans de Booy, Dixie Dicks.

### 1990
- Samedi 28 juillet 1990 :
  - Grote Markt : Eli Jones, Hugo Matthysen et De Bomen, Noordkaap, Jack of Hearts, Clouseau, Candy Dulfer et Funky Stuff.
  - Veermarkt : Scenes in the City, Jan Muës Septet, Freddy Sunder Quartet, François Glorieux et Combo, K.O.L.T.

- Dimanche 29 juillet 1990 : Trio Concorde, Jinx, The Monalisas, Roots Syndicate, Blue Blott, Barts Peeters et The Radio's, Johan Verminnen.

### 1991
- Samedi 27 juillet 1991 : Music and Entertainment, Quiet Riot Bigband (I. Vliegenthart), Tars Lootens et Colour Band, BRT Big Band, Mitch Woods et Rocket 88's.
- Dimanche 28 juillet 1991 : Klassek Ontwaken, La Lupa, Danish Butter Cookies, La Fille d'Ernest, Pitti Polak, The Slime Hunters, Dirk Blanchart et The Groove Quartet, Raymond van het Groenewoud et Mustafa's.

### 1992
- Samedi 1er août 1992 : Charlie 45 (Rockabilly Humo), Wolfbanes, Hugo Matthyssen et De Bomen, Katrina and the Waves, The Troggs.
- Dimanche 2 août 1992 : King Niro, Bob Color Band, Dinky Toys, Beverly Jo Scott, Stef Bos.

### 1993
- Walter Trout, Band, Fischer-Z, Noordkaap, Roland, Stuffed Babies on Wheels, Blue Blot, Kris De Bruyne, Kid Safari, Ben Crabbe et Floorshow, Give Buzze, Meanie.

### 1994
- Milk The Bishop, Belgian Asociality, The Choice, De Mens, The Radios.
- Perfect Disguise, Pitti Polak, Ronnymo', Isabelle A, Axelle Red, Soulsister.

### 1995
- Tröckener Kecks, Kiss the Bride, Soapstone, Pop in Wonderland, Gorki, Les Charmeurs, Raymond van het Groenewoud, The Clement Peerens Explosition, Tom Robinson, De Kreuners, Clouseau.

### 1996
- Def Real, Ashbury Faith, De Mens, Noordkaap, Blue Blot.
- Okselvocht, Dinky Toys, ZZZippoo Man Band et Loes VD Heuvel, Pop in Wonderland, Kid Coco's Vibes Alive, Johan Verminnen.

### 1997
- The Boerenzonen op Speed, Pieter-Jan De Smet, Red Zebra, Gorki, Arno.
- J'Am!, Okselvocht, K.I.A. (Krapoel In Axe), Hans de Booij, Clouseau, Maurane.

### 1998
- Heideroosjes, Eden, De Mens, Charles, Luka Bloom
- Cherchez la femme, Sunny Side Up, The Royal Dutch Disco Philarmonic, Beri Beri, Coco Jr., Right Said Fred.

### 1999
- 't Hof van Commerce, The Bollock Brothers, The Selecter, Noordkaap, Raymond van het Groenewoud.
- Mama's Jasje, Samantha Brothers, Jo Lemaire, Clouseau, Kid Creole and the Coconuts.

### 2000
- Beverly Jo Scott, Gorki, Eden, Heaven 17, Howard Jones.
- I Jump Daily, (Starspawn), The Roswells, 10000 Women Man, Looplizard, DJ York (résident local), DJ T-Quest.
- Blue Chevy's, Mozaiek, Sarah, The Clement Peerens Explosition.
- Chrysalis, Mint, Freestyle Fabrik, Anarcoustic Sound Club, Soul Sucker, The Rough Kutz.

### 2001
- Made in Belgium, Belle Perez, Will Tura
- Metal Molly, De Mens, Janez Detd., Arno, Dog Eat Dog.
- Give Buzze, Mozaiek, Paul Michiels ad Big M's, De Kreuners, Volumia, Kool and the Gang.

### 2002
- Casablanca Circus, Les Truttes, Clouseau.
- Camden, Eden, Monza, Bomfunk MC's, Iggy Pop.
- Danaë, Yasmine, Jan Leyers, Matt Bianco, Raymond Van Het Groenewoud, Level 42.

### 2003
- The Old Bastards, De Kreuners, Status Quo
- 't Hof van Commerce, Gorki, Janez Detd., Within Temptation, Praga Khan.
- Mama's Jasje, Magical Flying Thunderbirds, Belle Perez, Les Truttes, Björn Again, Shaggy.

### 2004
- Thé Lau, Krezip, Scorpions
- Funeral Dress, Vive la fête, Janez Detd., Buscemi (live), Simple Minds.
- Donna's Choice, Sergio and the Big Bang, De Nieuvwe Snaar En Twee Centimenters Extra, Jasper Steverlinck Eamon, Zucchero.

### 2005
- Scala, Melanie C, Roxy Music.
- Stash, 'T Hof Van Commerce, De Mens, Kane, Arno, Kosheen.
- Caren Meynen and the Hits, Spring, Leki, Natalia, Clouseau, UB40.

### 2006
- A Brand, Echo and the Bunnymen, Zornik, Within Temptation.
- Delavega, Janez Detd, Therapy?, Heather Nova, The Human League, Praga Khan.
- Kaye Styles, Sandrine, De Kreuners, Natalia, Juanes, Craig David.

### 2007
- Krezip, Sarah Bettens, Warmup: Leki (DJ Lefto), MS. Lauryn Hill, DJ Hermanos Inglesos.
- Jim Maniacs Winner, Nailpin, Daan, Hooverphonic, Suzanne Vega, DJ Dirk Stoops, Sarah, Stan and Roel, Natalia, Clouseau[4], Lionel Richie.

### 2008
- Zap Mama, Tom Helsen, Zornik, Milk Inc., Regi Penxten.
- Freaky Age, Arid, Shameboy, The Presidents of the USA, The Scabs, The Sisters of Mercy, DJ Dirk Stoops.
- Isabelle A, Fixkes, Gorki, Bart Peeters, Milow, Eddy Grant, Deep Purple.

### 2009
- Lady Linn and her Magnificent Seven, The Scabs, Simple Minds, Was het nu 80, 90 of 2000?
- Jasper Erkens (nl), The Black Box Revelation, De Jeugd Van Tegenwoordig, Fun Lovin' Criminals, Novastar, Anouk, DJ Dirk Stoops.
- Roel Vanderstukken (nl), Axl Peleman (nl), Les Truttes, The Clement Peerens Explosition, Natalia, Clouseau, Status Quo.

### 2010
- ZZ Top, John Fogerty, Ray Manzarek et Robby Krieger of The Doots, Seal, Jamiroquai, Grace Jones, The Australian Pink Floyd Show[5], Stereo MC's, Arid, Das Pop, Shaggy, Milk Inc. Live, Golden Earring, Clouseau, The Opposites, Sweet Coffee, Stijn, Customs, De Kreuners, Raymonds Van Het Groenewoud, Andes, (DJ) Zaki, (DJ) Paul Lannoy (TLP), Regi Penxten, DJ Dirk Stoops.

### 2011
- Tom Jones, Soulsister, DJ Dirk Stoops.
- Deep Purple avec Neue Philharmonie Frankfurt, Iggy Pop and the Stooges, Triggerfinger, DJ Studio Brussel, De Afrekening.
- Basement Jaxx (DJ Set), Moby, Heather Nova, Zornik, De Jeugd Van Tegenwoordig, Sherman, Teddiedrum.
- Roxette, The Baseballs, Natalia, Bart Peeters, Tom Helsen, Tom Dice.

### 2012
- ZZ Top, Triggerfinger, The Union, Mojostar.
- Alice Cooper, Status Quo, Channel Zero, Sweet Savage.
- Mika, LMFao, Arsenal, 'T Hof Van Commerce, School Is Cool, Luc Van Acker.
- Texas, Ozark Henry, Daan, Gabriel Rios, De Mens, Tom Dice feat. Iris.

### 2013
- Within Temptation, Bush, Vista Chino, Spoil Engine.
- Golden Earring, The Scabs, The Van Jets, Marco Z.
- Sting, Kaiser Chiefs, James Morrison, The Opposites, My Jerusalem, Coely.
- Joe Cocker, Katie Melua, Natalia, Gabrielle Aplin, Gers Pardoel, Brahim.

### 2014
- Simple Minds, Puggy, Moya, DJ Dirk Stoops.
- Goose, Arsenal, De Jeugd van Tegenwoordig, School is Cool, Nina Nesbitt, DJ Murdock.
- The Jacksons, Ozark Henry, Alison Moyet, Umberto Tozzi, Urbanus et De Fanfaar, Slongs Dievanongs.

### 2015
- Charlie Winston, Starsailor, Novastar, Anouk.
- Willow, The Van Jets, The Subs, Magnus, The Sisters of Mercy, Oscar and the Wolf.
- Kapitein Winokio, K3, Nielson, Yevgueni, Clouseau, Marco Borsato.

### 2016
- The Kids, The Sore Losers, Zornik, Deep Purple
- Noémie Wolfs, Billie, Alice on the Roof, Tourist LEMC, Balthazar, dEUS.
- De Bende et Mega Mindy, Prinsessia, Bandits, Emma Bale, Stan Van Samang, The Corrs, Marco Borsato.

### 2017
- Equal Idiots, Rival Sons, Black Box Revelation, Iggy Pop.
- The Lighthouse, Tout va bien, Coely, Tinie Tempah, Bazart, Lost Frequencies.
- Kaatje, Just Like Me!, Laura Tesoro, Niels Destadsbader, Matt Simons, Soulsister, Status Quo, Zucchero.

### 2018
- Lost Frequencies (Live), Steve Aoki, Kraantje Pappie, Lil' Kleine, Jebroer.
- Alanis Morissette, Anouk, White Lies, Goo Goo Dolls, Milo Meskens (nl), Sons.
- Kool and the Gang, OMD, Stan Van Samang, Gers Pardoel, Soufiane Eddyani, Ketnet Band.

### 2019
- Arsenal, Bazart, Tourist LEMC, Tom Odell, Emma Bale, Yves Paquet.
- Dimitri Vegas & Like Mike, Goose, Zwangere Guy, Sons, Black Leather Jacket, Meds.
- Marco Borsato, Niels Bestadsbader, Nielson, Slongs, Rob de Nijs, Metejoor.

### 2020
Programmation annulée en raison de la pandémie de Covid-19.

### 2021
- Vendredi 3 septembre 2021 : High Hi, Go_A (UA Eurovision), Compact Disk Dummies, Goose, OMDAT Het Kan Soundsystem feat. Average Rob.
- Samedi 4 septembre 2021 : Mama's Jasje, Regi Penxten, Bart Peeters et De Ieale Mannen, DJ Dirk Stoops.
- Dimanche 5 septembre 2021 : Mats, Jenz Detd, De Mens, Levellers.

### 2022
- Jeudi 28 juillet 2022 : Zucchero, Kelis, Emma Bale.
- Vendredi 29 juillet 2022 : The Sisters of Mercy, White Lies, Therapy?, De Mens.
- Samedi 30 juillet 2022 : The Chemical Brothers, Zwangere Guy, The Subs, Compact Disk Dummies, Froukje, Chibi Ichigo.
- Dimanche 31 juillet 2022 : Tom Jones, Niels Destadsbader, Clouseau, De Kreuners, Peter Koelewijn et The Rockets, Mathias Vergels et Het Goede Voorbeeld.

### 2023
Programmation, :
- Vendredi : Sean Paul, Bazart, Coely, Goldband, Merol, Sophie Straat, Glints.
- Samedi : Bastille, Franz Ferdinand, Arsenal, Goose, The Haunted Youth, High Hi, Jack Vamp et The Castle of Creep, Berre.
- Dimanche : Regi Penxten, Bart Peeters et De Ideale Mannen, Metejoor, Meau, Camille, Cleymans, et Van Geel.